# Leucocosmia euthusa
Leucocosmia euthusa är en fjärilsart som beskrevs av George Francis Hampson 1891. Leucocosmia euthusa ingår i släktet Leucocosmia och familjen nattflyn. Inga underarter finns listade i Catalogue of Life.